# Gobierno de Siaosi Sovaleni
El Gobierno Sovaleni fue el Gobierno de Tonga entre el 27 de diciembre de 2021 y el 9 de diciembre de 2024, período en que Siaosi Sovaleni sirvió en el cargo de primer ministro de Tonga.

## Elección y nombramiento
En las elecciones generales de 2021, Sovaleni fue reelegido como representante popular por el distrito electoral de Tongatapu 3 con 2084 votos. En las negociaciones post-electorales emergió como uno de los dos principales aspirantes a la jefatura del Gobierno, junto con ʻAisake Eke, quien contaba con el apoyo expreso del entonces primer ministro Pōhiva Tu'i'onetoa. El 15 de diciembre de 2021 fue elegido por voto secreto, como el 18.º primer ministro de Tonga, derrotando a Eke con 16 votos de 26.
El 28 de diciembre, el rey Tupou VI le entregó, en el Palacio Real la real orden nombramiento, la cual había sido firmada el día anterior, el día 27.

## Historia

### Erupción del Hunga Tonga y tsunami
A las pocas semanas de la formación del gobierno, se produjo la erupción del volcán Hunga Tonga y como consecuencia, un tsunami que provocó olas de hasta 15 metros. Se registraron tres muertosː dos tonganos y una ciudadana británica. Ambos eventos provocaron que el cable submarino que da servicio de Internet a Tonga fuera dañado, y por lo tanto, el país quedó totalmente incomunicado. Asimismo, la pequeña isla de Atata quedó sumergida, y todas las casas en Mango fueron destruidas. El gobierno declaró el Estado de Emergencia para todo el reino desde 16 de enero hasta el 13 de febrero.

### Pandemia de COVID-19
El 1 de febrero, se confirmó que se habían detectado dos casos positivos en trabajadores de la energía en el puerto de la capital Nukualofa. El gobierno decretó un confinamiento a partir de las 18ː00 del día 2; el mismo fue ampliado  por 14 días para Tongatapu y Vava'u el día 6. Debido a la rápida propagación en Tongatapu se establecieron puntos de control en áreas estratégicas para realizar pruebas a los residentes, y se comenzó a aplicar la exigencia prueba rápida de antígenos para salir de las áreas más afectadas de la isla. El 10 de febrero se registró un récord de nuevos casos y se confirmó la presencia de la variante ómicron en el país.
El 9 de febrero, Sovaleni anunció la implementación de un subsidio a Tonga Power Ltd. de T$100 para todos los medidores de electricidad residenciales registrados en Tongatapu y Vava'u. El 9 de marzo, el gobierno anunció que no se realizarían los exámenes de form 5 debido al cierre de las aulas por el confinamiento.

### Crisis constitucional de 2024
El 2 de febrero de 2024, el rey Tupou VI, en un memorando por recomendación del Consejo Privado, retiró su "apoyo y confianza" a Sovaleni como ministro de las Fuerzas Armadas, así como a Fekitamoeloa 'Utoikamanu como ministra de Asuntos Exteriores y de Turismo. El 6 de febrero, la Oficina del primer ministro emitió un comunicado mediante el cual se confirmó la confianza en los ministros interpelados y se alegó que la acción del monarca y el memorando era contraria a la cláusula 51 (3) de la Constitución del Reino, según asesoramiento legal de la Fiscal General, Linda Folaumoetu'i.
La Fiscal General, Linda Folaumoetu'i declaró al Gabinete que según la Constitución, el rey puede destituir a los ministros únicamente a petición del primer ministro, y al primer ministro si este pierde una moción de censura en la Asamblea Legislativa. Por su parte, el primer ministro interino Samiu Vaipulu declaró que 'Utoikamanu continuaría desempeñando sus funciones en el Gobierno, incluyendo la de recibir al ministro de Asuntos Exteriores neozelandés, Winston Peters, en su visita a Tonga.
El 4 de abril de 2024, el primer ministro Sovaleni anunció a la Asamblea Legislativa que él mismo había renunciado al cargo de ministro de las Fuerzas Armadas y que Fekitamoeloa 'Utoikamanu había renunciado a las carteras de Asuntos Exteriores y Turismo.

### Moción de censura y renuncia
El 23 de noviembre de 2024, el representante popular por Tongatapu 5, ʻAisake Eke presentó una moción de censura contra Sovaleni junto a otros 10 miembros de la Asamblea Legislativa. De acuerdo a la cláusula 50 de la Constitución del Reino, se inició un plazo de cinco días para la presentación de una respuesta por parte del primer ministro, el cual fue pospuesto en dos ocasiones debido a compromisos oficiales del mandatario.
En la mañana del 9 de diciembre de 2024, ante el inicio del trámite parlamentario de la moción de censura contra su gobierno, Sovaleni anunció su renuncia "con efecto inmediato" ante la Asamblea Legislativa. Samiu Vaipulu asumió de forma interina el puesto. Tras la aceptación de la renuncia por parte del Rey, el presidente de la Asamblea, Fatafehi Fakafānua anunció que la elección del próximo primer ministro sería realizada en una sesión parlamentaria especial el 24 de diciembre, tras un período de nominaciones al cargo. En los días posteriores, el ministro de Tierras y Recursos Naturales, el de Asuntos Internos y el de Agricultura, Alimentación, Silvicultura y Pesca, renunciaron a sus carteras ministeriales, a pesar de que el propio Sovaleni se mantuvo como ministro de Educación y de Policía aún tras dimitir como jefe de Gobierno.

## Estructura y composición
El 29 de diciembre de 2021, el primer ministro Sovaleni presentó su gabinete, el cual quedó conformado por 18 ministerios, con 11 ministros y una ministra. Todos los miembros del gobierno, a excepción de Fekitamoeloa ʻUtoikamanu son representantes en Asamblea Legislativa, habiendo sido incluido un representante de la nobleza, ya que la ley exige que el Ministerio de Tierras y Recursos Naturales sea dirigido por un noble. Los miembros del gabinete fueron nombrados por el rey el 28 de diciembre.
| Ministerio | Titular                                                                     |
| --- | --------------------------------------------------------------------------- |
| primer ministro Ministro de Educación Ministro de Policía, Bomberos y Servicios de Emergencia Ministro de las Fuerzas Armadas de Su Majestad                               | Hon. Siaosi Sovaleni 27 de diciembre de 2021 - 9 de diciembre de 2024       |
| Vice primer ministro Ministro de Meteorología, Energía, Información, Gestión de Desastres, Medio Ambiente, Comunicaciones y Cambio Climático Ministro de Empresas Públicas | Hon. Poasi Tei 28 de diciembre de 2021 - 10 de agosto de 2022               |
| Ministro de Justicia y Prisiones | Hon. Samiu Vaipulu 28 de diciembre de 2021 - 28 de enero de 2025            |
| Ministro de Finanzas y Planificación Nacional Ministro de Ingresos y Aduanas                                                                                               | Hon. Tatafu Moeaki 28 de diciembre de 2021 - 10 de agosto de 2022           |
| Ministro de Finanzas y Planificación Nacional Ministro de Ingresos y Aduanas                                                                                               | Tiofilusi Tiueti 17 de octubre de 2022 - 28 de enero de 2025                |
| Ministro de Tierras y Recursos Naturales | Lord Tuʻiʻafitu 28 de diciembre de 2021 - 10 de diciembre de 2024           |
| Ministra de Asuntos Exteriores Ministra de Turismo | Hon. Fekitamoeloa ʻUtoikamanu 28 de diciembre de 2021 - 28 de marzo de 2024 |
| Ministra de Turismo | Hon. Viliami Latu 28 de marzo de 2024 - 28 de enero de 2025                 |
| Ministro de Salud | Hon. Saia Piukala 28 de diciembre de 2021 - 12 de enero de 2024             |
| Ministro de Salud | Hon. Siale ‘Akau’ola 31 de enero de 2024 - 28 de enero de 2025              |
| Ministro de Comercio y Desarrollo Económico | Hon. Viliami Latu 28 de diciembre de 2021 - 28 de enero de 2025             |
| Ministro de Agricultura, Alimentación y Bosques | Hon. Viliami Hingano 28 de diciembre de 2021 - 10 de junio de 2022          |
| Ministro de Agricultura, Alimentación y Bosques | Lord Fohe 29 de julio de 2022 - 10 de diciembre de 2024                     |
| Ministro de Pesca | Hon. Semisi Fakahau 28 de diciembre de 2021 - 27 de octubre de 2022         |
| Ministro de Asuntos Internos | Hon. Sione Sangster Saulala 28 de diciembre de 2021 - 10 de agosto de 2022  |
| Ministro de Asuntos Internos | Lord Vaea 1 de septiembre - 10 de diciembre de 2024                         |
| Ministro de Infraestructura | Hon. Sevenitini Toumoʻua 28 de diciembre de 2021 - 28 de enero de 2025      |
| Fuenteː |                                                                             |

## Controversias
Entre abril y mayo de 2022, los ministros Tatafu Moeaki, Sione Saulala y Poasi Tei fueron condenados por la Corte Suprema por delitos de soborno durante la campaña electoral de las elecciones de 2021; se les fue anulada su elección, y por consiguiente, perdieron su escaño en la Asamblea Legislativa. Sovaleni declaró que su administración "respetaría las decisiones de los tribunales" y anunció que el gabinete continuará "trabajando en los programas del gobierno y que los brazos de este seguirán estando al servicio del pueblo de Tonga". El 9 de agosto la Corte de Apelaciones desestimó los recursos presentados por los ministros, y un día más tarde, el 10 de agosto, fueros destituidos de sus respectivos cargos.